# Kirgislök
Kirgislök eller kirgizlök (Allium aflatunense) är en flerårig växtart i släktet lökar och familjen amaryllisväxter. Arten beskrevs av Boris Fedtjenko. Inga underarter finns listade i Catalogue of Life.

## Beskrivning
Kirgislöken är en tämligen hög perenn lök, som blommar på försommaren med stora, lila, bollformade blommor på omkring 80–100 centimeter höga stjälkar. Den är därför populär som trädgårdsväxt.
I handeln råder viss namnförvirring mellan kirgislöken och purpurlöken (A. hollandicum), en annan högväxt, spektakulär lök med stora, bolliknande blommor.

## Utbredning
Kirgislöken härstammar från Centralasien, men odlas även som prydnadsväxt i andra delar av världen.